# Darius Vassell
Darius Martin Clarke Vassell (født 13. juni 1980 i Birmingham, England) er en engelsk tidligere fodboldspiller, der gennem karrieren spillede for engelske Aston Villa, Leicester og Manchester City, samt for tyrkiske Ankaragücü.

## Landshold
Vassell spillede 22 kampe og scorede seks mål for Englands landshold, som han blandt andet repræsenterede ved VM i 2002. Hans første landskamp var en kamp mod Holland 13. februar 2002.